# Connoquenessing (Pensilvania)
Connoquenessing es un borough ubicado en el condado de Butler en el estado estadounidense de Pensilvania. En el año 2000 tenía una población de 564 habitantes y una densidad poblacional de 152 personas por km².

## Geografía
Connoquenessing se encuentra ubicado en las coordenadas 40°49′5″N 80°0′49″O / 40.81806, -80.01361.

## Demografía
Según la Oficina del Censo en 2000 los ingresos medios por hogar en la localidad eran de $43,864 y los ingresos medios por familia eran $48,000. Los hombres tenían unos ingresos medios de $40,268 frente a los $28,611 para las mujeres. La renta per cápita para la localidad era de $17,111. Alrededor del 6.7% de la población estaba por debajo del umbral de pobreza.